# Завој (Караш-Северин)
Завој (рум. Zăvoi) насеље је у Румунији у округу Караш-Северин у општини Завој. Oпштина се налази на надморској висини од 318 m.

## Прошлост
По "Румунској енциклопедији" место се први пут помиње 1430. године.
Аустријски царски ревизор Ерлер је констатовао 1774. године да место припада Бистричком округу, Карансебешког дистрикта. Становништво је било влашко.

## Становништво
Према подацима из 2002. године у насељу је живело 4343 становника.

### Попис2002.
| Расподела становништва по националности 2002.‍ | Расподела становништва по националности 2002.‍ | Расподела становништва по националности 2002.‍ | Расподела становништва по националности 2002.‍ | Расподела становништва по националности 2002.‍ |
| --------------------------------------------- | --------------------------------------------- | --------------------------------------------- | --------------------------------------------- | --------------------------------------------- |
|                                               |                                               |                                               |                                               |                                               |
| Румуни                                        | Румуни                                        |                                               | 4.235                                         | 97,6%                                         |
| Мађари                                        | Мађари                                        |                                               | 47                                            | 1,1%                                          |
| Роми                                          | Роми                                          |                                               | 44                                            | 1,0%                                          |
| Немци                                         | Немци                                         |                                               | 14                                            | 0,3%                                          |

### Хронологија
| Година       | 1992 | 1993 | 1994 | 1995 | 1996 | 1997 | 1998 | 1999 | 2000 | 2001 | 2002 | 2003 | 2004 | 2005 | 2006 | 2007 | 2008 | 2009 | 2010 | 2011 | 2012 | 2013 | 2014 | 2015 | 2016 | 2017 |
| ------------ | ---- | ---- | ---- | ---- | ---- | ---- | ---- | ---- | ---- | ---- | ---- | ---- | ---- | ---- | ---- | ---- | ---- | ---- | ---- | ---- | ---- | ---- | ---- | ---- | ---- | ---- |
| Становништво | 4123 | 4075 | 4036 | 4003 | 3964 | 3923 | 3865 | 3845 | 3841 | 3861 | 3884 | 3938 | 3966 | 3971 | 3986 | 4036 | 4114 | 4119 | 4138 | 4138 | 4194 | 4198 | 4191 | 4166 | 4153 | 4116 |